# Café Combinne
Pour les articles homonymes, voir Café (homonymie).
 (août 2025).
Café Combinne est une initiative sociolinguistique organisée par Avansa Halle-Vilvoorde, visant à favoriser la pratique du néerlandais dans un cadre informel et convivial. Ces rencontres prennent la forme de tables de conversation ouvertes à tous, généralement organisées dans des bibliothèques, des centres culturels ou des maisons de quartier.

## Objectif
Le projet vise à créer des ponts entre les néerlandophones et les personnes apprenant la langue, en leur offrant un espace d'échange détendu et accessible. Il encourage l'intégration sociale et le dialogue interculturel dans la région de Hal-Vilvorde.

## Fonctionnement
Les sessions sont gratuites, sans inscription, et animées par des hôtes néerlandophones dans une ambiance conviviale propice à une pratique naturelle du néerlandais. Des boissons comme du café, du thé ou de l'eau sont généralement offertes. Une version en ligne existe également pour les personnes ne pouvant se déplacer.

## Communes participantes
Café Combinne est actif chaque semaine dans 19 communes du Brabant flamand : 
- Asse
- Beersel
- Dilbeek
- Drogenbos
- Grimbergen
- Hal
- Hoeilaart
- Kampenhout
- Kraainem
- Liedekerke
- Lennik
- Machelen
- Meise
- Merchtem
- Overijse
- Rhode-Saint-Genèse
- Leeuw-Saint-Pierre
- Ternat
- Vilvorde
- Zaventem

Certaines communes comme Leeuw-Saint-Pierre proposent jusqu'à cinq sessions hebdomadaires.
D'autres communes comme Tervuren en organise pour les enfants.

## Impact social
Les sessions rassemblent en moyenne 10 à 25 participants selon le lieu et le jour. En 2024, la province du Brabant flamand a octroyé une subvention de 6 000 € à Café Combinne Lennik pour renforcer sa mission.

## Témoignages
Plusieurs participants et hôtes soulignent la convivialité et l'utilité du projet :
- « Je viens chaque semaine à Café Combinne à Lennik. C'est un moment que j'attends avec impatience. On parle de tout, et j'ai beaucoup progressé en néerlandais. » – Participant[1]
- « C'est plus qu'un cours de langue. On se fait des amis, on découvre la culture flamande, et on rit beaucoup. » – Témoignage sur le site officiel[1]
- « Je suis néerlandophone et j'adore aider les gens à pratiquer. On apprend aussi beaucoup sur les autres cultures. » – Hôte bénévole à Halle[1]

## Sources
- (nl) « Café Combinne in Sint-Genesius-Rode », sur sint-genesius-rode.be, 15 septembre 2024 (consulté le 3 août 2025)
- (nl) « Café Combinne – De Boesdaalhoeve », sur deboesdaalhoeve.be (consulté le 3 août 2025)
- (nl) « Café Combinne bij Avansa Halle-Vilvoorde », sur avansa-hallevilvoorde.be (consulté le 3 août 2025)